# Kristian Nairn
Kristian Nairn (Lisburn, 25 novembre 1975) è un disc jockey e attore britannico.

## Biografia
Nairn acquisisce notorietà come disc jockey e partecipando al programma The Salon su Channel 4. Diviene noto internazionalmente con la sua interpretazione di Hodor nella fortunata serie HBO Il Trono di Spade (2011-2016). Nairn ha guadagnato abbastanza per comprare una casa per sua madre.
Nel 2018, è stato annunciato che Kristian Nairn sarebbe apparsa in una campagna pubblicitaria per eToro. Questa campagna è stata lanciata su YouTube nell'ottobre 2018 e includeva il meme di internet HODL.

## Carriera il DJ
Kristian Nairn è un disc jockey di professione. È stato in particolare un residente del club gay di Belfast "il Cremlino" per più di dieci anni. Nel 2014, ha girato l'Australia, Rave of Thrones, con temi musicali e costumi della serie televisiva Il Trono di Spade che lo ha reso famoso. Alla fine del 2017, ha eseguito la prima parte dei concerti di Dimitri Vegas & Like Mike ad Anversa. Era il DJ alla festa di compleanno della BlizzCon 2016 e ai festeggiamenti di chiusura della BlizzCon 2018. Nairn è un chitarrista affermato. Ha avuto l'opportunità di esibirsi nel backstage con i Megadeth durante l'Hellfest Festival a Clisson, in Francia, nel giugno 2018.

## Vita privata
Kristian Nairn ha annunciato il suo fidanzamento con Trevor Brannen sulla sua pagina Facebook personale il 24 luglio 2019.

## Filmografia

### Cinema
- The Four Warriors, regia di Phil Hawkins (2015)

### Televisione
- Ripper Street – serie TV, 2 episodi (2012-2013)
- Il Trono di Spade – serie TV, 23 episodi (2011-2014, 2016)
- Chronicles of Comic Con – programma televisivo; Wondercon episodio 12 (2013)
- Our Gay Wedding – film TV / musical (2014)
- Treasure Trapped – documentario (2014)
- The Rookie - Serie TV, S1E4 "Lo scambio" (2018)
- Our Flag Means Death – serie TV, 9 episodi (2022)